# Huangshan (stad)
Huangshan is een stadsprefectuur gevestigd rond de bergketen Huangshan in het zuiden van de oostelijke provincie Anhui, Volksrepubliek China. Huangshan is de meest zuidelijke stadsprefectuur in de provincie en grenst in het noordwesten aan
Chizhou en in het noordoosten aan Xuancheng.